# Тонское
Тонское — крупное пресноводное озеро на севере Красноярского края России, располагается на полуострове Таймыр, в центре Северо-Сибирской низменности, на границе тундровой и лесотундровой зон.
Находится юго-западнее озера Лабаз, приблизительно в 120 километрах к запад-северо-западу от села Хатанга. Высота над уровнем моря — 47 м. Площадь озера — 102 км². Водосборная площадь — 233 км². 
Значительных притоков не имеет. Из Тонского берёт начало река Копсоккон, которая, сливаясь с рекой Кегерди, образует Боганиду (приток Хеты). Берега низкие, местами заболочены. Береговая линия изрезана полуостровами. Много островов, крупнейший — Улахан-Ары в северной части озера. Рельеф местности в районе водоёма холмисто-грядовый, моренный, представлен невысокими холмами, разделенными озёрами. Преимущественный тип питания снего-дождевой. 
На берегах — места гнездования многих видов птиц, в том числе гаршнепа (Lymnocryptes minimus).